# Hosszúcsőrű pókvadász
A hosszúcsőrű pókvadász (Arachnothera robusta) a madarak (Aves) osztályának a verébalakúak (Passeriformes) rendjébe, ezen belül a nektármadárfélék (Nectariniidae) családjába tartozó faj.

## Rendszerezése
A fajt Salomon Müller és Hermann Schlegel írták le 1845-ben.

## Alfajai
- Arachnothera robusta robusta S. Muller & Schlegel, 1845
- Arachnothera robusta armataS. Muller & Schlegel, 1845[2]

## Előfordulása
Brunei, Indonézia, Malajzia és Thaiföld területén honos. Természetes élőhelyei a szubtrópusi és trópusi síkvidéki és hegyi esőerdők, valamint ültetvények.

## Megjelenése
Testhossza 22 centiméter.

## Természetvédelmi helyzete
Az elterjedési területe nagyon nagy, egyedszáma ugyan csökken, de még nem éri el a kritikus szintet. A Természetvédelmi Világszövetség Vörös listáján nem fenyegetett fajként szerepel.